# DOSEMU
DOSEMU (ook DOSemu of dosemu) is een softwarepakket dat toelaat MS-DOS-systemen, FreeDOS- of DR-DOS-programma's te emuleren op een x86-pc die gebruikmaakt van een processor uit de 80386-, 80486- of de Pentium-familie. Het is een optie voor mensen die gebruik willen blijven maken van oudere DPMI-toepassingen zoals Doom of Windows 3.1. Een virtuele machine (Dosbox) zorgt ervoor om BIOS-functies te laten werken en zal virtueel bitgerelateerde zaken (toetsenbord, muis, interrupt, ...) laten opereren.